# Brevianta hyas
Brevianta hyas is een vlinder uit de familie van de Lycaenidae. De wetenschappelijke naam van de soort werd als Thecla hyas in 1887 gepubliceerd door Godman & Salvin.